# Paul Oskar Kristeller
Paul Oskar Kristeller, född 22 maj 1905 i Berlin, död 7 juli 1999 i New York, var en tysk-amerikansk professor emeritus i filosofi vid Columbia University i New York. Kristeller har gjort sina viktigaste bidrag till forskningen om renässanshumanismen.
Kristeller hade flera namnkunniga filosofer som lärare, däribland Ernst Cassirer, Edmund Husserl, Karl Jaspers och Richard Kroner. Kristeller doktorerade 1928 vid Heidelbergs universitet med en avhandling om Plotinos. 
Han studerade i Freiburg mellan 1931 och 1933 för Martin Heidegger innan nazisternas maktövertagande tvingade honom att flytta till Italien, där han med hjälp av Giovanni Gentiles hjälp undervisade i tyska och publicerade sina första större verk om renässansen, Supplementum Ficinianum (1937) och en bok om Marsilio Ficinos filosofi (1943). 
Som en konsekvens av 1938 års antisemitiska raslagar i det fascistiska Italien tvingades Kristeller bort från sin anställning vid Universitetet i Pisa, men efter en kort sejour i Rom kunde han 1939 emigrera till USA. Där undervisade han en kort tid vid Yale University innan han flyttade till Columbia University där han forskade och undervisade fram till sin pension 1973.
Konstarternas moderna system (Skriftserien Kairos nr 2), en längre essä ursprungligen publicerad i två delar i The Journal of the History of Ideas 1951-1952 har blivit en modern klassiker inom konstvetenskap, konsthistoria och estetik.